# 周波数シンセサイザ
周波数シンセサイザ（しゅうはすうシンセサイザ）とは、電子的な高調波合成を用いた無線通信機の発振回路のこと。単にシンセサイザとも呼ぶが、ほとんどすべてが位相同期回路（フェーズロックドループ、PLL）方式で実現しており、PLLシンセサイザと呼ばれる。

## PLLシンセサイザ
ラジオやテレビのチューナー、携帯電話機、コードレス電話機等、電波を扱う装置のほとんどの局部発振器として広く用いられている。この技術がなければ、今日の携帯電話は実現できていないと言っても過言ではない。

### 基本的なPLLシンセサイザ
PLLシンセサイザが実用化される以前（1978年頃より前）は、VFO（LC発振器のコンデンサを容量可変式――バリコンとしたもの）が使われていた。VFOの欠点は発振周波数の精度、安定度が悪いこと、バリコンは機械部品であるため、マイクロコントローラでの制御が困難であることであった。このような欠点がないのが水晶発振器であった。しかし、水晶発振器は周波数が固定であるため、必要な周波数の数だけ水晶振動子を用意しなければならないという、大きな欠点があった。
そこでPLL技術を用いて、1個の水晶発振器（TCXO）でVFOの発振周波数を正確、安定に制御できるようにしたものがPLLシンセサイザである。VFOのバリコンをバリキャップに置き換え（この形態のVFOをVCOと言う）、PLLにより水晶発振器と同じ位相になるように制御（位相比較をおこない位相がずれないように制御する）すると、結果的にVFOの発振周波数も水晶発振器と同じになる。つまり、VFOの欠点が解消されたことになる。しかし、このままでは、VFOの周波数が固定になってしまうので意味がない。
そこでVFOの出力に分周器（周波数を整数で割ることのできる部品、例えば2で割ると2分周、3で割ると3分周）を通してから位相比較を行うと、VFOの周波数は水晶発振器の周波数の分周数倍となる。そして、分周数を変えることで、VFOの周波数が変えられる。
具体例で考えると次のようになる。
水晶発振器の周波数を10kHzとすると
- 10,000分周の場合：VFOの発振周波数は100.00MHzで水晶発振器と位相が合う
- 10,001分周の場合：VFOの発振周波数は100.01MHzで水晶発振器と位相が合う

このように、連続的ではないにせよ、分周数を変えることで周波数を変えることができる。これが、PLLシンセサイザである。
なお、この例の10kHzを比較周波数（Comparison Frequency）と言う。一般的に、比較周波数と周波数設定間隔は同じになる。

### 改良されたPLLシンセサイザ
上述の例では10kHzの水晶発振器を用意する必要があるが、一般的には10 - 20MHz程度の水晶発振器の方が安価・小型・高精度に製造可能であるため、これを固定分周して10kHzを生成する。この分周器を固定分周器と言う。分周前の周波数を基準周波数（Reference Frequency）と言う。
- 例えば、水晶発振器が12.8MHzの場合は、1280分周で10kHzとなる。

また、より細かく周波数を設定したい場合は、基準周波数を単純に低くすれば良いが、その場合は固定分周器の分周数を大きくすればよい。しかし、基準周波数を低くしていくと、ロックアップタイム（周波数を設定してからPLLによる位相制御が完了するまでの時間）が遅くなり、実用的ではなくなってくる。そこで、ΔΣ変調等を用いて分周数を等価的に非整数とし、発振周波数を連続的に変化できるようにしたものをFractional-N PLLシンセサイザと呼ぶ。

## DDSシンセサイザ
デジタルシグナルプロセッサを用いたD/A変換により直接波形を生成する、PLLによらない周波数シンセサイザ。